# يتون سكن (بيدفوردشير)
يتون سكن (بالإنجليزية: Eaton Socon)‏ هي قرية تقع في المملكة المتحدة في إنجلترا. يقدر عدد سكانها بـ 5,547 نسمة .